# The Secret War of Lisa Simpson
"The Secret War of Lisa Simpson" är avsnitt 25 och det sista från säsong åtta och sändes på Fox i USA den 18 maj 1997. Bart hamnar på en militärskola, Lisa gillar skolan och bestämmer sig för att också gå på skolan men som enda tjej får hon det tufft. Avsnittet regisserades av Mike B. Anderson och skrevs av Richard Appel. Willem Dafoe gästskådespelar som kommendant och Marcia Wallace som Edna Krabappel.

## Handling
Efter att fått kolla videofilmer under flera dagar i skolan är Lisa orolig och skvallrar för Seymour Skinner om filmerna men han tycker det är okej. Barts klass är på ett studiebesök på polisstationen där Bart hittar flera megafoner som han kopplar ihop till en jättestor megafon. När Bart ropar "testing" i dem blir det en enorm tryckvåg över Springfield och alla glas i staden förstörs. Clancy Wiggum skickar hem Bart där han berättar för föräldrarna att de borde skicka honom till Rommelwood som är en militärskola som hans bror varit på. Homer och Marge lurar iväg Bart och säger att de ska åka till Disneyland. Lisa blir förtjust i skolan och bestämmer sig för att också anta utmaningen att gå på en militärskola. Skolans kommendant gillar inte idén då de inte tagit emot fickor förut men accepterar hennes begäran. Det bestäms att Lisa får stanna hur länge hon vill.
Lisa blir snabbt mobbad av de andra eleverna medan Bart blir snabbt vän med dem. Lisa känner sig ensam och ringer till sina föräldrar men de svarar inte så hon pratar med sin farfar i några timmar i stället via telefonen. Lisa får sen reda på att skolans examensprov är en hinderbana som kallas "Eliminator". Lisa inser att hennes kropp är för svag för den och Bart börja i hemlighet träna Lisa så att hon klarar av den. Det är examensdagen och Lisa klarar den efter att Bart som enda student hejar på henne medan de andra ropar fula ord medan hon gör Eliminatorn. Bart och Lisa åker hem igen, Marge och Homer säger till dem att de ska åka till Disneyland på riktigt som belöning för att de lyckades slutföra skolan men det visar sig vara tandläkaren.

## Produktion
Avsnittet skrevs av Richard Appel, idén om Bart och Lisa på en militärskola har funnits sedan 1991. Idén hade inte använts av författarna för de var inte bekväma med att skicka iväg Bart och Lisa till en sån plats tidigare. En scen då Lisa blinkar hade ett fel i bilden och fick göras om fredagen före sändningen. En pojke som springer mot hinderbanan är en karikatyr på Mike B. Anderson. Willem Dafoe gästskådespelar som kommendant och Marcia Wallace som Edna Krabappel.

## Mottagande
Avsnittet sändes på Fox i USA den 18 maj 1997 och var säsongens sista avsnitt. Många trodde att avsnittet skulle handla om LIsa skrattar åt milltärskolan. Avsnittet hamnade på plats 47 över mest sedda program under veckan med en Nielsen ratings på 8.3, vilket gav 8,1 miljoner hushåll. Det var det näst mest sedda programmet på Fox under veckan. Warren Martyn och Adrian Wood har i boken I Can't Believe It's a Bigger and Better Updated Unofficial Simpsons Guide, hatat avsnittet för att Dafoe var med. Dafoe är en av Josh Weinsteins favoriter. Ian Johnson anser att ha med Dafoe var udda och något man inte kunde slå vad om. Raju Mudhar har skrivit att avsnittet handlar om en framtid, robotar kommer att ta över världen och människorna ska serva. Avsnittet finns med i videoutgåvan Bart Wars, som ratats för den inte innehåller så mycket krig i sig.